# Holmbergiana tibialis
Holmbergiana tibialis is een hooiwagen uit de familie Sclerosomatidae.